# 즉결총살선언
즉결총살선언(핀란드어: Ammutaan paikalla -julistus 아무탄 파이칼라 율리스투스[*])은 핀란드 내전 초기인 1918년 2월 25일, 백핀란드 군사지도자 칼 구스타프 에밀 만네르헤임 남작이 발표한 성명서다. 그 내용이 백군의 교전규칙으로 사용되었는데, 다른 것보다도 포로에 대한 처우를 직접 규정함으로써 각 부대 지휘관들이 독자 판단으로 사형을 집행할 수 있는 광범한 권한을 부여했다.
비록 이 선언의 목적은 즉결처형을 정당화하기 위한 것이었지만, 그래도 그 적법성은 여전히 의문의 여지가 크다. 외환죄를 근거로 한 사형은 전쟁이 선포되어야 적법해진다. 하지만 원로원(백핀란드 내각)은 그것을 하지 않았다. 전쟁을 선포하고 기본권을 제한하기 위한 유일한 제도적 장치는 제정 러시아 시절 도입된 계엄령 뿐이었는데, 막 독립한 상황에서 러시아 제정에 대한 대중적 증오가 팽배했기 때문이다. 원로원은 적핀란드 가담자들을 "무장 민간인"이라고 취급하고 싶어했다. 반면 군부는 포로들을 외환사범으로 취급하여 적법하게 사형에 처할 수 있도록 전쟁 선언을 하기를 원했다. 그래서 적군 가담자에 대한 초법적 사형을 생명 또는 재산을 지키기 위한 정당방위 치사로 취급하는 합의안이 도출되었고 그 결과물이 즉결총살선언이다. 하지만 실제로는 어떤 포로를 석방하고 구금하고 총살할 것인지는 순전히 일선 지휘관들의 재량적 판단에 따라 정해졌다. 때문에 핀란드 내전에 있어서 누군가 전사(전쟁터에서 죽음)했다고 하면 그것이 싸우다 죽은 것인지 붙잡혀 학살된 것인지 구분하기가 쉽지 않다.
바르카우스 전투 이후 벌어진 후루슬라흐티 복권사건을 기점으로, 포로에 대한 약식 처형이 매우 일반적인 것이 되었다. 군법회의는 명목상 설치되었지만 대부분 심문자들이 포로의 운명을 자기 마음대로 결정할 수 있었다. 2월 25일, 만네르헤임은 이런 제멋대로 군법회의들을 해산한다는 명령을 내렸지만 실제로는 거의 지켜지지 않았고 전장 지휘관들은 봄이 되도록 자의적 재량권을 자유롭게 누렸다. 즉결처형은 1918년 내내, 심지어 내전이 끝난 뒤에도 포로수용소를 무대로 계속 이루어졌다.
또 소비에트 러시아가 적핀란드를 지원했기 때문에, 백핀란드 측에서는 러시아인이 포로로 잡힐 경우 과거 지배민족에 대한 증오까지 더해져 군인인지 민간인인지 따지지 않고 거의 예외없이 총살했다. 비푸리 전투 이후 러시아인 민간인 200여명이 살해된 비푸리 학살 역시 이런 맥락에서 일어났다.
즉결총살선언의 적법성은 이렇듯 의문의 여지가 지대하지만, 1920년대 초에 적핀란드 가담자에 대한 대사면이 이루어지면서 문제제기는 흐지부지되었다.